# Paonias
Paonias ist eine Gattung der Schmetterlinge aus der Familie der Schwärmer (Sphingidae). Sie ist sehr nahe mit der Gattung Smerinthus verwandt. Nur geringfügige Merkmalsunterschiede unterscheiden die Imagines, die Raupen und Puppen der beiden Gattungen haben gar keine unterschiedlichen Merkmale.

## Merkmale
Die mittelgroßen Falter haben einen relativ schlanken Körperbau. Die Vorderflügel sind schmal. Ihr Außenrand variiert von stark gebogen bis nahezu gerade. Auf den Hinterflügeln befindet sich ein deutlicher Augenfleck, diesem fehlt jedoch die schwarze Pupille, wie sie bei Smerinthus auftritt. Die Fühler der Weibchen sind fadenförmig, die der Männchen sind deutlich gekämmt.
Die Raupen sind typisch schwärmerartig mit einem kräftig gebauten Analhorn. Ihr Körper ist mit weißen bis blassgelben Sekundärborsten versehen, die der Körperoberfläche eine granulierte Struktur verleihen. Bei allen Arten haben die Raupen sieben Paare seitlicher Schrägstreifen.
Die Puppen haben eine leicht raue Körperoberfläche, gut erkennbare Hinterleibssegmente und einen sehr langen, spitzen Kremaster.

## Vorkommen und Lebensweise
Die Gattung ist nearktisch verbreitet.
Die Raupen wurden an Nahrungspflanzen vieler Familien nachgewiesen, bevorzugen jedoch Bäume und Sträucher der Rosengewächse (Rosaceae), Weiden (Salix) und Pappeln (Populus) sowie Heidekrautgewächse (Ericaceae). Die Verpuppung findet im Erdboden in einer Kammer statt.

## Systematik
Weltweit sind fünf Arten der Gattung bekannt:
- Paonias astylus (Drury, 1773)
- Paonias excaecata (J. E. Smith, 1797)
- Paonias macrops Gehlen, 1933
- Paonias myops (J. E. Smith, 1797)
- Paonias wolfei Cadiou & Haxaire, 1997

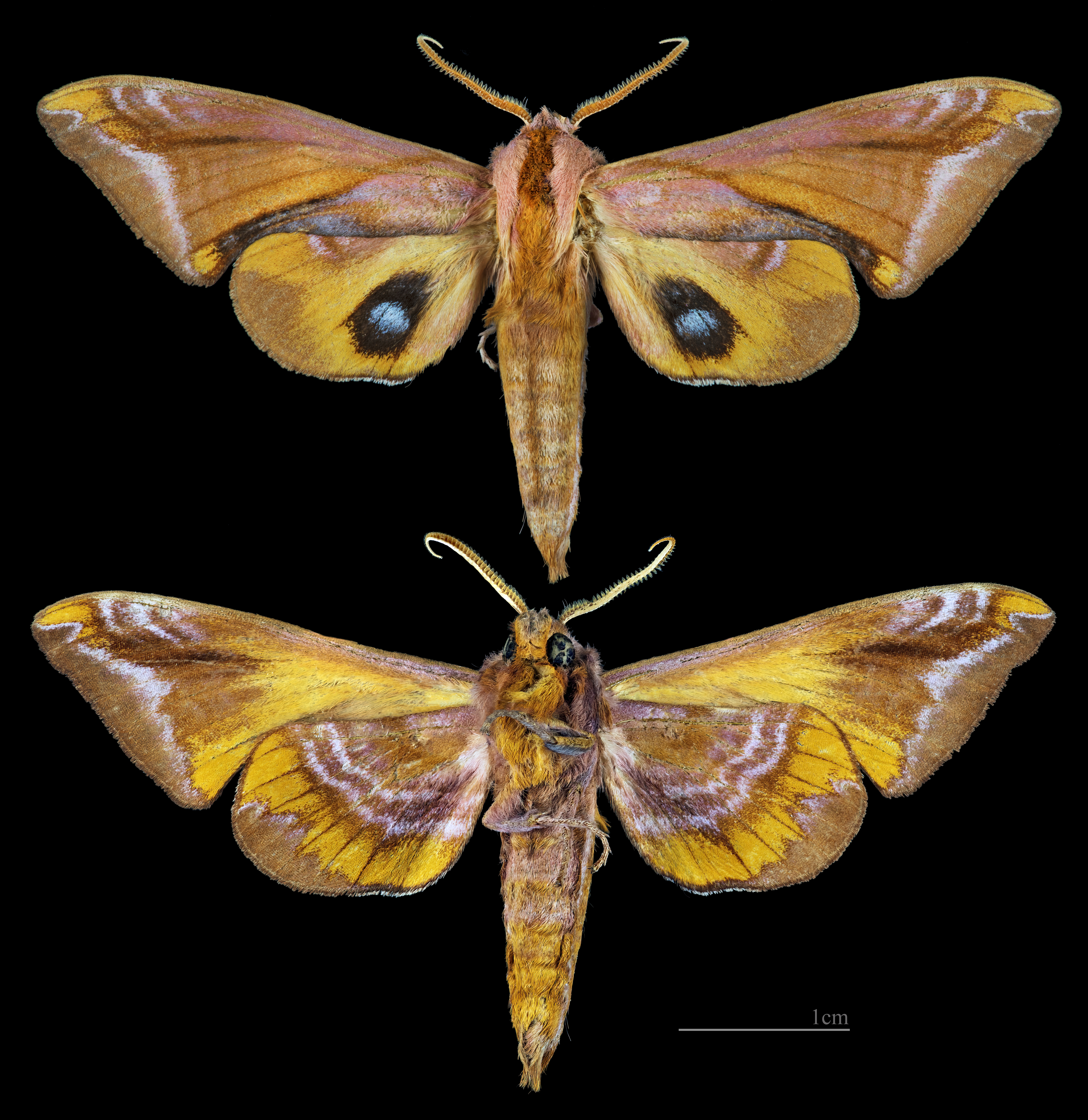
Paonias astylus
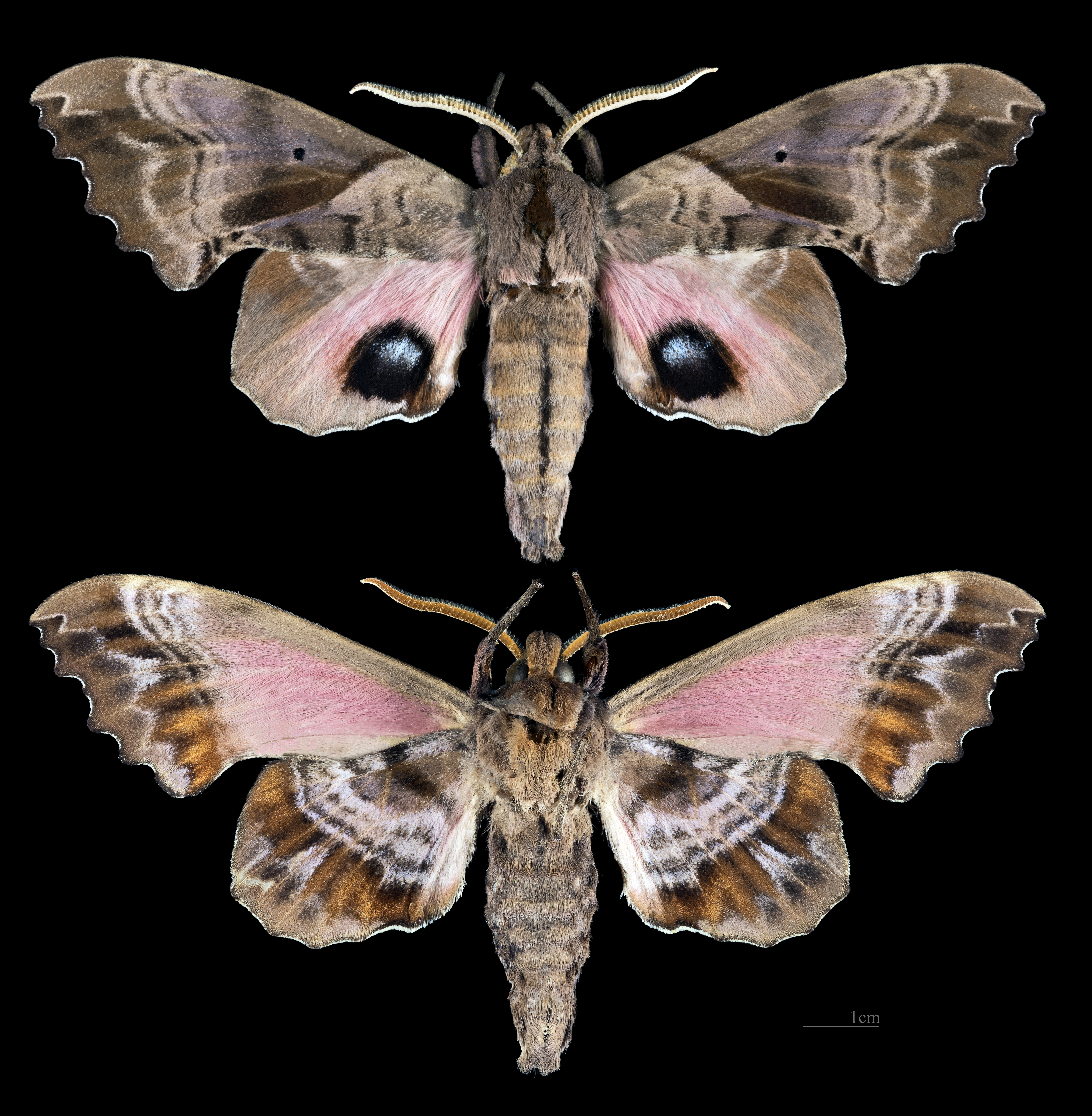
Paonias excaecatus
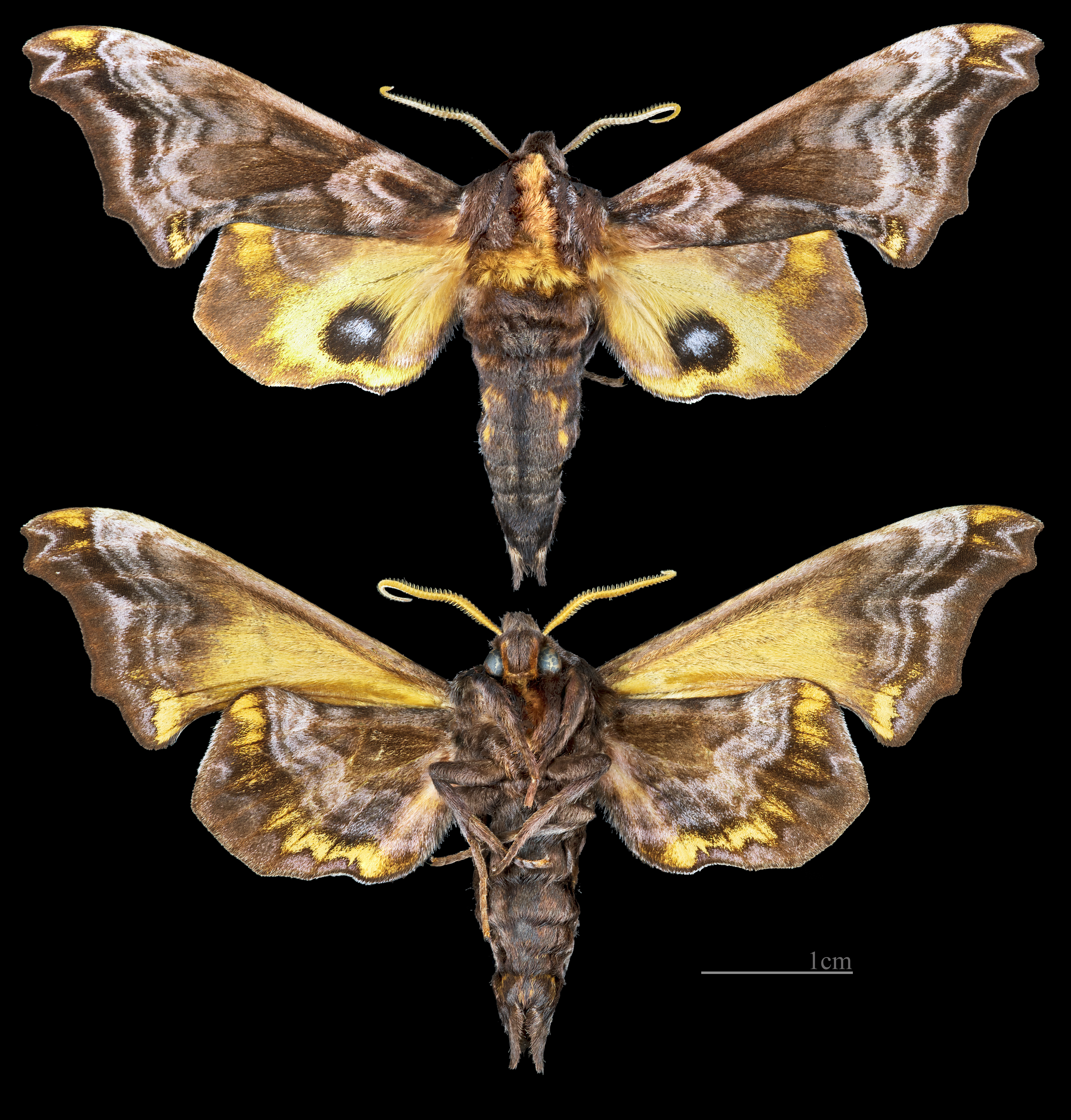
Paonias myops

## Belege